# Terremoto de Asgabade de 1948
O terremoto de Asgabade de 1948 ocorreu em 6 de outubro com uma magnitude de onda superficial de 7.3 e uma intensidade máxima de Mercalli de X (Extremo), no Turquemenistão perto de Asgabade. Devido à censura do governo soviético, o evento não foi amplamente divulgado na mídia da URSS. Historiadores tendem a concordar que a proibição de relatar a extensão das baixas e danos não permitiu que o governo soviético alocasse recursos financeiros suficientes para responder adequadamente.

## Detalhes
O terremoto de Asgabade atingiu à 01:00-02:00 da manhã de 6 de outubro de 1948. O epicentro do terremoto foi perto da pequena vila de Gara-Gaudan, 25 quilômetros a sudoeste de Asgabte. O terremoto causou danos extremos em Asgabade e aldeias próximas, onde quase todos os edifícios de tijolos desabaram, estruturas de concreto foram fortemente danificadas e trens de carga foram descarrilados. Houve danos e baixas em Darreh Gaz, no Irã. A ruptura da superfície foi observada a noroeste e sudeste de Asgabade. As fontes de mídia variam em relação ao número de vítimas, de 10.000 a 110.000, o equivalente a quase 10% da população da RSS Turquemena na época.
De acordo com memórias de sobreviventes, a infraestrutura da cidade foi seriamente danificada, com exceção dos canos de água. A eletricidade foi restaurada seis dias após o terremoto. A estação ferroviária começou a funcionar no terceiro dia.
Este terremoto matou a mãe do futuro presidente turcomeno Saparmurat Niyazov, Gurbansoltan Eje (seu pai tendo morrido durante a Segunda Guerra Mundial) e o resto de sua família, deixando-o órfão.  A ajuda às vítimas, bem como a restauração das necessidades básicas e da infraestrutura, foi fornecida pelo Exército Soviético.